# Тверецький
Тверецький (рос. Тверецкий) — селище в Торжоцькому районі Тверської області Російської Федерації.
Населення становить 590 осіб. Входить до складу муніципального утворення Тверецьке сільське поселення.

## Історія
Від 2005 року входить до складу муніципального утворення Тверецьке сільське поселення.

## Населення
| 1997 | 2002 | 2010 |
| ---- | ---- | ---- |
| 704  | ↘598 | ↘590 |